# Cyprinodon latifasciatus
Cyprinodon latifasciatus är en fiskart som beskrevs av Garman, 1881. Cyprinodon latifasciatus ingår i släktet Cyprinodon och familjen Cyprinodontidae. IUCN kategoriserar arten globalt som utdöd. Inga underarter finns listade i Catalogue of Life.